# Reichsratswahlordnung
Die Reichsratswahlordnung trat in Österreich-Ungarn am 26. Januar 1907 in Kraft. Sie regelte die Wahl der Mitglieder des Reichsrats. Nachdem der Reichsrat im Herbst 1906 das allgemeine, gleiche, geheime und direkte Männerwahlrecht beschlossen hatte, wurde mit 26. Jänner 1907 die große Wahlrechtsreform durch Sanktionierung von Kaiser Franz Joseph I. gültig. Es wurden nun insgesamt 516 Wahlbezirke geschaffen, wobei mit Ausnahme Galiziens in jedem Wahlbezirk ein Abgeordneter im Zuge der Reichsratswahl gewählt wurde, in Galizien waren es zwei Abgeordnete. Der Abgeordnete musste sich dabei im ersten Wahlgang oder in einer Stichwahl mit absoluter Mehrheit durchsetzen.